# I Saw Her Standing There
I Saw Her Standing There je píseň od britské kapely The Beatles, kterou složili Paul McCartney a John Lennon. Je to první píseň na debutovém albu Please Please Me.
V prosinci 1963 vydal Capitol Records tento song ve Spojených státech jako stranu B singlu „I Want to Hold Your Hand“. Zatímco strana A bodovala v americké Billboard hitparádě po dobu sedmi týdnů, počínaje 18. lednem 1964, „I Saw Her Standing There“ vstoupila do Billboard Hot 100 dne 8. února 1964 a zůstala tam 11 týdnů, přičemž dosáhla č. 14. Píseň se umístila také v Cashbox hitparádě, kde byla pouhý týden a dosáhla č. 100. V roce 2004 byla píseň zařazena jako č. 139 na seznam od Rolling Stone - 500 nejlepších písní všech dob.

## Vývoj

### Kompozice

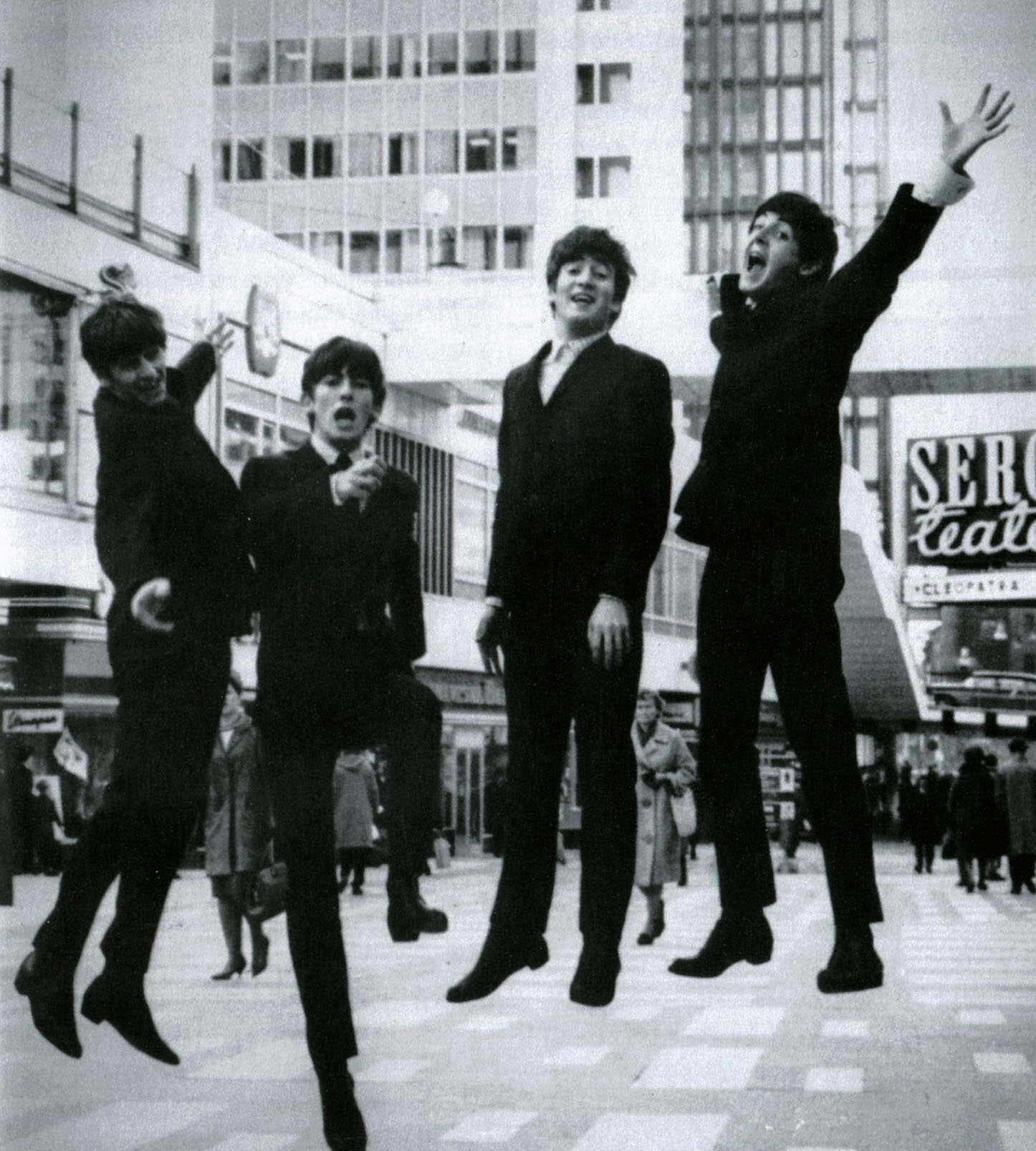
Beatles v roce 1963

Píseň složil hlavně Paul McCartney. Pod původním názvem „Seventeen“ byla píseň složena zřejmě při McCartneyho návratu domů z koncertu Beatles v Southportu, jako moderní odkaz na tradiční píseň „As I Roved Out“ (původní název je „Seventeen Come Sunday“), kterou v roce 1960 slyšel v Liverpoolu. Podle životopisce Marka Lewisohna složil McCartney hudbu na akustické kytaře v rodinném domě svého přítele z Liverpoolu a muzikanta Roryho Storma, dne 22. října 1962. O dva dny později, během návštěvy Londýna, kde byl se svou přítelkyní Celií Mortimer, k ní McCartney napsal verše. Jako jedna z inspirací mu posloužil věk jeho přítelkyně, které tehdy bylo 17 let. Píseň byla dokončena asi o měsíc později v McCartneyho domě, společně s Johnem Lennonem.
McCartney později pro časopis Beat Instrumental uvedl: „V ,I Saw Her Standing There‘ jsem použil basový riff z písně ,I'm Talking About You‘ od Chucka Berryho. Hrál jsem přesně ty samé noty jako on a k našemu číslu to sedělo perfektně. I teď, když to říkám lidem, tak zjišťuji, že mi věří jen málo z nich; proto tvrdím, že bassový riff není originální.“
Text psal Paul McCartney do školního sešitu z Liverpool Institute. Kniha Remember od Paulova bratra Mika McCartneyho, obsahuje fotografii Lennona a McCartneyho, při skládání písně, kdy čtou ze školního sešitu a brnkají na kytary. Byla to typická spolupráce Lennona a McCartneyho, později McCartney poznamenal: „Měl jsem ,She was just seventeen (Bylo jí pouhých sedmnáct)‘ a poté ,never been a beauty queen (nikdy nebyla královnou krásy)‘. Když jsem to ukázal Johnovi, vybuchl smíchy a řekl: ,S tímhle řádkem si děláš srandu, viď?‘ Přišli jsme s ,You know what I mean (Víte, jak to myslím)‘. Což bylo dobré, protože vy nevíte, jak to myslím. Byl to jeden z prvních případů vůbec, kdy přišel s ,Cože? Tohle se musí změnit…‘ “ Lennon řekl: „Tohle je Paulova obvykle dobrá práce na zakázku, jak to George Martin nazývá ,kšeft‘. Pomohl jsem s několika řádky.“

### Nahrávání

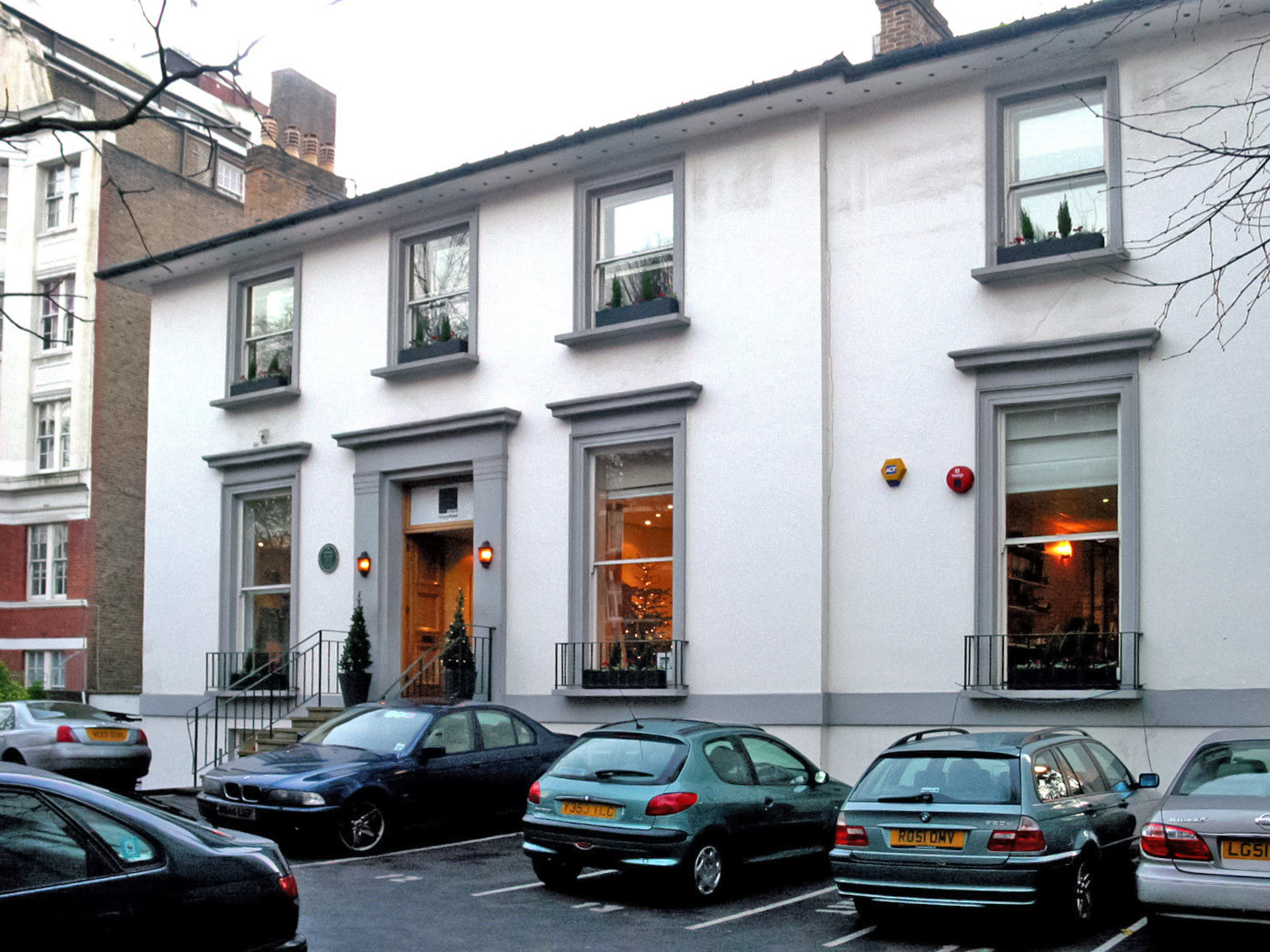
Abbey Road Studios

První záznam písně byl nahrán živě (v pomalejší verzi) v klubu Cavern, na konci roku 1962. Lennon nehrál na rytmickou kytaru, ale na foukací harmoniku (na úvod a v průběhu veršů). Když McCartney a Lennon zpívají „Well we danced all night/ And I held her tight/ And I held her hand in mine“ podruhé, začnou se smát.
11. února 1963 byla píseň nahrána v Abbey Road Studios (tehdy ještě EMI Studios), jako součást nahrávacího maratónu, během kterého bylo zaznamenáno 10 ze 14 písní na album Please Please Me. Ostatní čtyři písně nahráli Beatles již v roce 1962. Producentem byl George Martin, prvním zvukovým inženýrem Norman Smith a druhým Richard Langham. Beatles se již neúčastnili konečného mixování, které probíhalo 25. února 1963. Tehdy nebylo zvykem, aby kapela byla přítomna.
Na albu píseň začíná odpočítáváním „One, two, three, four!“, které odříkává McCartney. Většinou se odpočítávání ve finálním mixu odstraní, ale George Martin chtěl navodit pocit, že jde o živé album. Rozhodl se tak poté, co navštívil vystoupení Beatles v Cavernu. Martin počítání vyjmul z pokusu č. 9, kde bylo nejvíce rázné a připojil ho k pokusu č. 1. Hudební publicista Richard Williams navrhl, že tento dramatický úvod bude stejně strhující jako úvod „Well, it's one for the money, two for the show…“ u skladby „Blue Suede Shoes“ na debutovém albu Elvise Presleyho. Na prvním americkém vydání tohoto songu, vydaného u Vee Jay Records, byl úvod upraven a slyšet je pouze „Four!“.
Celý 9. pokus písně byl vydán na CD singlu „Free as a Bird“. 2. pokus byl vydán na albu The Beatles Bootleg Recordings 1963, které vyšlo exkluzivně pro iTunes v roce 2013.

### Vydání
Píseň vyšla na debutovém albu Beatles Please Please Me. Dále vyšla na albech The Beatles (No. 1), Introducing... The Beatles a Meet the Beatles!, poslední dvě alba byla vydána pouze v USA. Ve Spojených státech vyšla píseň také jako singl, společně s „I Want to Hold Your Hand“.
Píseň vyšla také na kompilacích Rock 'n' Roll Music, 20 Hits, Live at the BBC, Anthology 1, I Saw Her Standing There, The Beatles Bootleg Recordings 1963 a On Air – Live at the BBC Volume 2.

## Kritický ohlas
Carr a Tyler v The Beatles: An Illustrated Record prohlásili, že to byla, do té doby, teprve třetí celobritská rocková klasika. Ty předchozí byly „Move It“ od Cliffa Richarda a „Shakin' All Over“ od Johnnyho Kidda.

## Živá vystoupení

### The Beatles
„I Saw Her Standing There“ hráli často v Cavernu, kde s ní většinou otevírali show. Píseň měla kapela v repertoáru i během turné s Royem Orbisonem a také během světového turné 1964. 24. října 1963 vystupovali s písní ve Stockholmu. Záznam z vystoupení vyšel na Anthology 1. Několik dalších živých verzí vyšlo ilegálně, včetně dvou ze Star-Clubu v Hamburku.

### John Lennon
„I Saw Her Standing There“ zahrál živě v roce 1974, společně s Eltonem Johnem a jeho kapelou. Píseň byla nahrána a vydána jako B strana singlu „Philadelphia Freedom“ od The Elton John Band. Dále vyšla na box setech Lennon a To Be Continued… od Eltona Johna, také na Eltonově živém albu Here and There a kompilaci Rare Masters. Jednalo se o poslední větší vystoupení Johna Lennona. Po jeho smrti byla píseň vydána jako singl a dosáhla č. 40 v britské hitparádě. Bylo to poprvé, kdy se jakákoliv verze této písně objevila jako singl ve Spojeném království.

### Paul McCartney
Píseň tvoří základ McCartneyho koncertního repertoáru. Vyšla na jeho živých albech Tripping the Live Fantastic, Back in the U.S. a Back in the World. V roce 1987 nahrál novou verzi písně pro své album Снова в СССР, ale nakonec jí odložil. V červnu 2008 zahrál McCartney speciální verzi písně v Liverpoolu. Jako speciální host se tehdy představil bubeník Dave Grohl, frontman kapely Foo Fighters a bývalý bubeník Nirvany.
V roce 1986 vystupoval McCartney s písní na Prince's Trust Rock Gala, což byla oslava 10. výročí charity prince Charlese. Společně s ním vystoupila all-star kapela, ve složení: Elton John, Eric Clapton, Phil Collins, Mark Knopfler, a Ray King. Paul McCaney zazpíval také duet této písně, společně s Billym Joelem, během zahajovacího koncertu v Citi Field ve Flushing (New York).

### George Harrison
Píseň zahrál živě v roce 1988, společně s Mickem Jaggerem, Billym Joelem, Brucem Springsteenem, Bobem Dylanem a dalšími, při příležitosti uvedení Beatles do rock and rollové dvorany slávy.

## Sestava při nahrávání
- Paul McCartney – hlavní zpěv, basová kytara, tleskání
- John Lennon – doprovodný zpěv, rytmická kytara, tleskání
- George Harrison – sólová kytara, tleskání
- Ringo Starr – bicí, tleskání

## Hitparáda
| Hitparáda (1964)      | #   |
| --------------------- | --- |
| USA Billboard Hot 100 | 14  |
| USA Cash Box Top 100  | 100 |

| Hitparáda (1964)      | #  |
| --------------------- | -- |
| USA Billboard Hot 100 | 95 |

## Cover verze
| Rok  | Interpret                             | Vydáno                                                                          |
| ---- | ------------------------------------- | ------------------------------------------------------------------------------- |
| 1963 | Duffy Power a The Graham Bond Quartet | jako singl, společně s písní „Farewell Baby“                                    |
| 1963 | The Hitmakers                         | jako singl, společně s písní „She Cried“                                        |
| 1964 | Les Sultans                           | jako singl (pod názvem „Toujours Devant Moi“), společně s písní „Cielito Lindo“ |
| 1964 | The Chipmunks                         | na LP The Chipmunks Sing the Beatles Hits                                       |
| 1964 | The Crickets                          | na LP California Sun / She Loves You                                            |
| 1965 | The Rebels                            | na EP I Saw Her Standing There                                                  |
| 1966 | Charles River Valley Boys             | na LP Beatle Country                                                            |
| 1966 | The Playboys                          | na LP The Playboys                                                              |
| 1967 | Cliff Richard                         | na LP Don't Stop Me Now!                                                        |
| 1968 | Phil Flowers                          | na LP Our Man in Washington                                                     |
| 1969 | Envoys                                | jako singl, společně s písní „Berry Rides Again“                                |
| 1969 | The Mirza Men                         | na LP Latin Beatles                                                             |
| 1970 | Little Richard                        | na LP The Rill Thing                                                            |
| 1970 | Douglas Westlund a Kjell Öhman        | na LP Polare                                                                    |
| 1971 | Led Zeppelin                          | na kompilaci The Best of Led Zeppelin Live in Concert                           |
| 1972 | Pink Fairies                          | na LP What a Bunch of Sweeties                                                  |
| 1973 | Tritons                               | na LP Country Rock Live by Tritons                                              |
| 1975 | Tyggegummibanden                      | na albu Fuld Fart - Rock'N'Roll, jako cover verze pod názvem „Lammesteg“        |
| 1976 | Asfalto                               | na albu Homenaje A The Beatles                                                  |
| 1977 | The Symbols (jako Skid)               | jako singl, společně s „Endless Sleep“                                          |
| 1978 | The Tubes                             | jako singl, společně s „Crime Medley“                                           |
| 1979 | Rockvaktmästarna                      | na albu Rockvaktmästarna                                                        |
| 1980 | Link Wray                             | na albu Link Wray Live At The Paradiso                                          |
| 1982 | Jerry Garcia                          | na albu Run For The Roses                                                       |
| 1983 | The Woofers and Tweeters Ensemble     | na albu Beatle Barkers                                                          |
| 1987 | Tiffany                               | na albu Tiffany a o rok později také jako singl                                 |
| 1992 | The Koffers                           | na albu Live At The Lily                                                        |
| 1994 | MxPx                                  | na EP 17                                                                        |
| 1995 | Jimmy Barnes                          | na albu Euro Summer '94                                                         |
| 1996 | Carl Smith                            | na kompilaci Satisfaction Guaranteed                                            |
| 1997 | Frenzy                                | na albu Nine 'O' Nine                                                           |
| 1998 | The Punkles                           | na albu The Punkles                                                             |
| 2001 | Jive Bunny and the Mastermixers       | na kompilaci Jive Bunny And The Mastermixers Play The Music Of The Beatles      |
| 2003 | Peter Lipa                            | na kompilaci Beatles in Blue(s)                                                 |
| 2006 | Jerry Lee Lewis a Little Richard      | na albu Last Man Standing                                                       |
| 2007 | The Smithereens                       | na albu Meet The Smithereens!                                                   |
| 2008 | Matt Belsante                         | na albu Blame It On My Youth                                                    |
| 2012 | Date                                  | na albu A Date With The 60's                                                    |
| 2013 | Beatallica                            | na albu Abbey Load                                                              |
| 2015 | Solomon Hicks                         | na albu Carrying On the Torch of the Blues                                      |
| 2016 | Human Nature                          | na albu Gimme Some Lovin': Jukebox Vol II                                       |

## Kulturní odkazy
- Píseň se objevila v seriálu Glee, konkrétně v první epizodě z páté série.[51] Také v seriálu 11.22.63, a to v epizodě s názvem „The Eyes of Texas“.[52]

- Dále se objevila ve filmech: I Wanna Hold Your Hand (1978),[53] Zrození Beatles (1979),[54] Concrete Angels (1987),[55] Rain Man (1988)[56] a Secrets (1992).[57]

- Také v dokumentech: Depeche Mode: 101 (1989),[58] The Beatles: The First U.S. Visit (1991),[59] Antologie Beatles (1995),[60] ...Sings The Beatles (2009)[61] a Good Ol' Freda (2013)[62]

- Píseň se objevila také v hudební videohře The Beatles: Rock Band.[63]